# Kleopatra (film 1917)
Kleopatra (ang. Cleopatra) – czarno-biały, niemy film fabularny biograficzny produkcji amerykańskiej z 1917, w reż. J. Gordona Edwardsa. Jeden z pierwszych filmów ukazujących życie egipskiej królowej Kleopatry, którą zagrała gwiazda kina niemego, Theda Bara. Scenariusz obrazu został oparty na sztuce Victorien Sardou i Émile Moreau oraz powieści H. Ridera Haggarda. Film był kręcony kamerą 35mm, jego budżet wyniósł: 500 000 USD.

## Obsada
- Theda Bara – Kleopatra
- Fritz Leiber – Juliusz Cezar
- Thurston Hall – Marek Antoniusz
- Alan Roscoe – faraon
- Herschel Mayall – Ventidius
- Dorothy Drake – Charmian
- Delle Duncan – Iras
- Henri De Vries – Cezar Oktawian August
- Art Acord – Kephren
- Hector Sarno – posłaniec
- Genevieve Blinn – Oktawia

## Ekipa
- Reżyser – J. Gordon Edwards
- Scenariusz – Adrian Johnson
- Muzyka – José Martínez
- Zdjęcia – John W. Boyle, Rial Schellinger i George Schneiderman
- Scenografia – George James Hopkins
- Kostiumy – George James Hopkins
- Montaż – Edward M. McDermott
- Producent – William Fox

## Galeria – Theda Bara jako Kleopatra

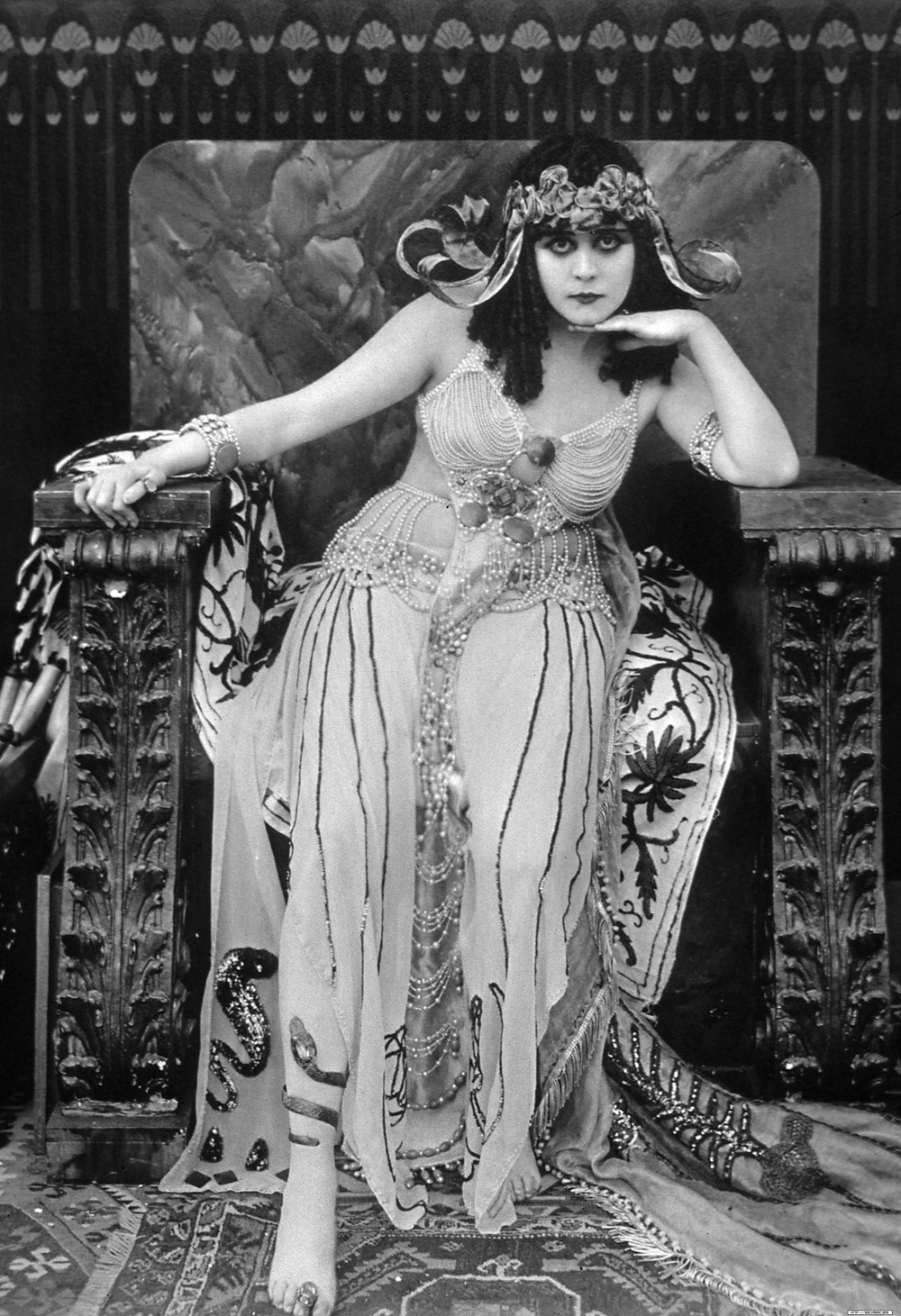
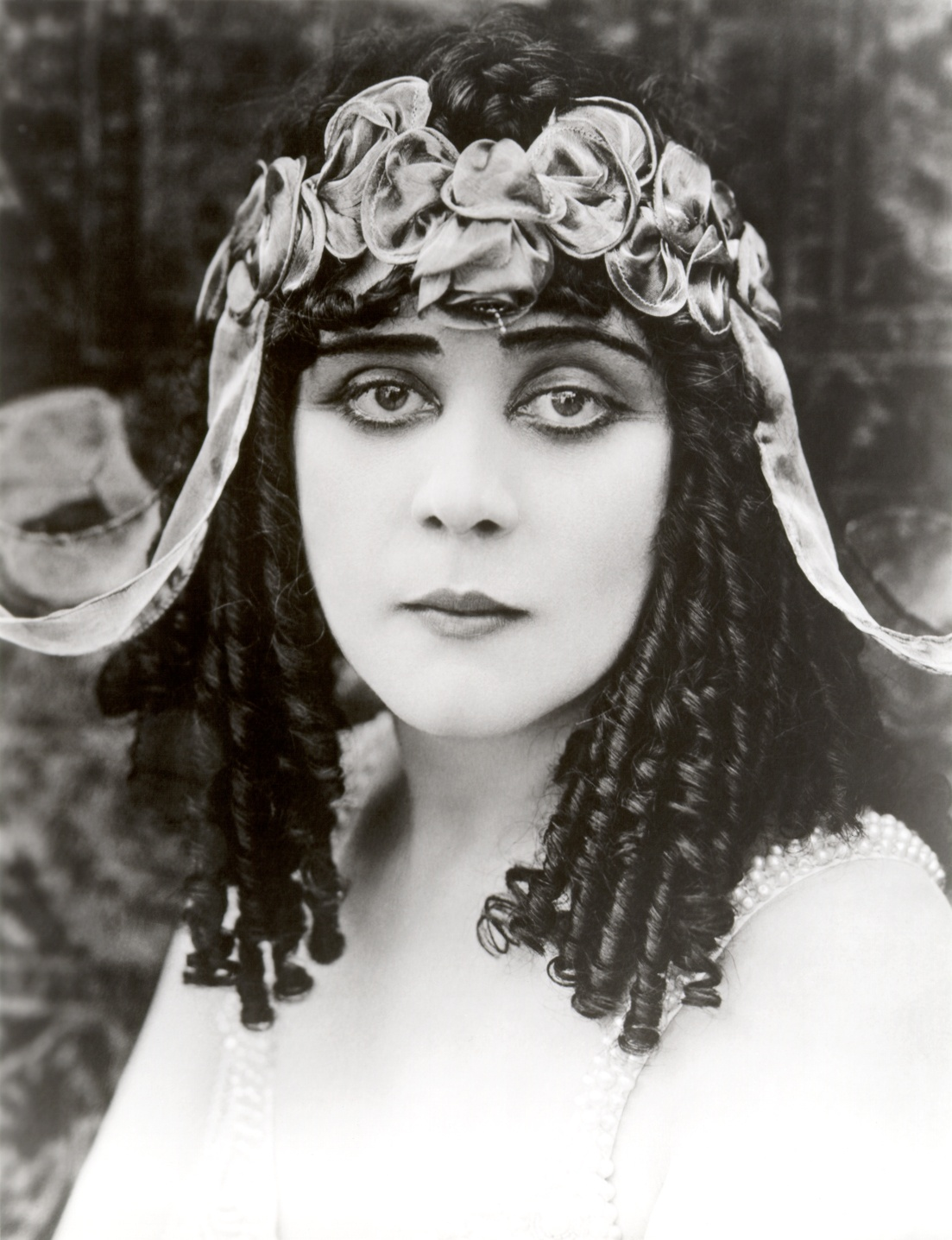
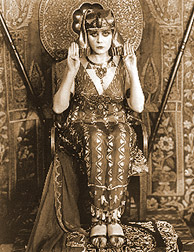
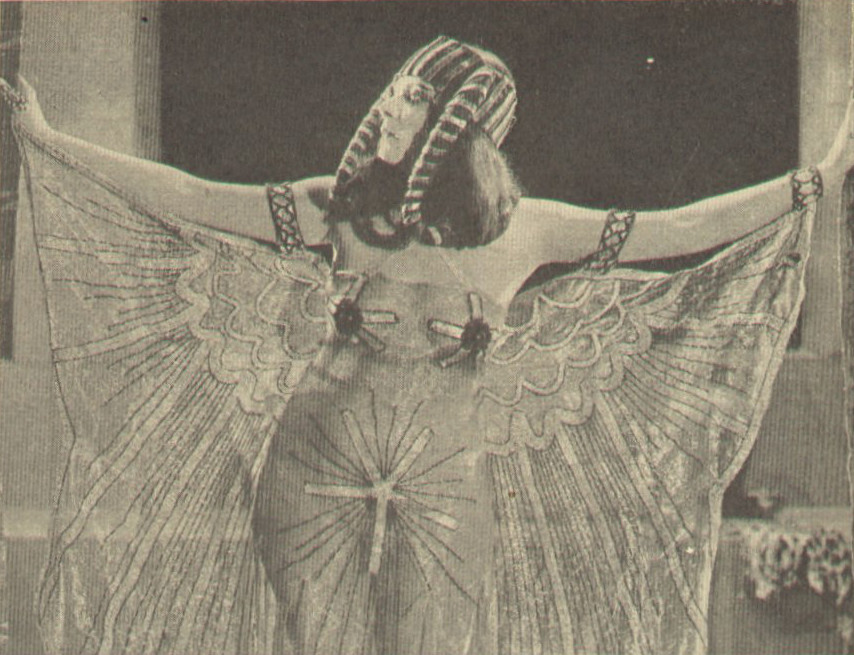